# Brotpudding

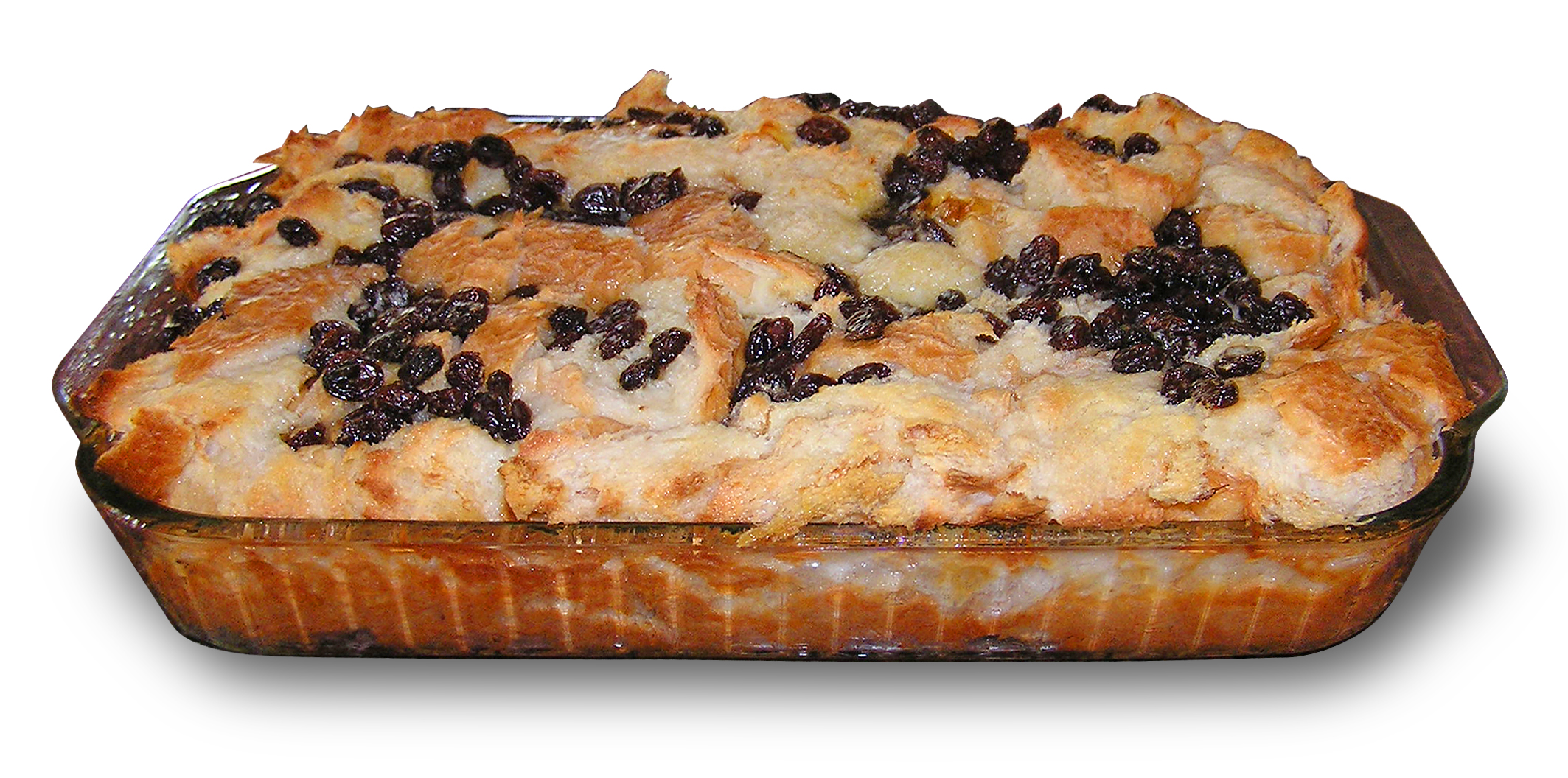
Ein Brotpudding, hier mit Rosinen

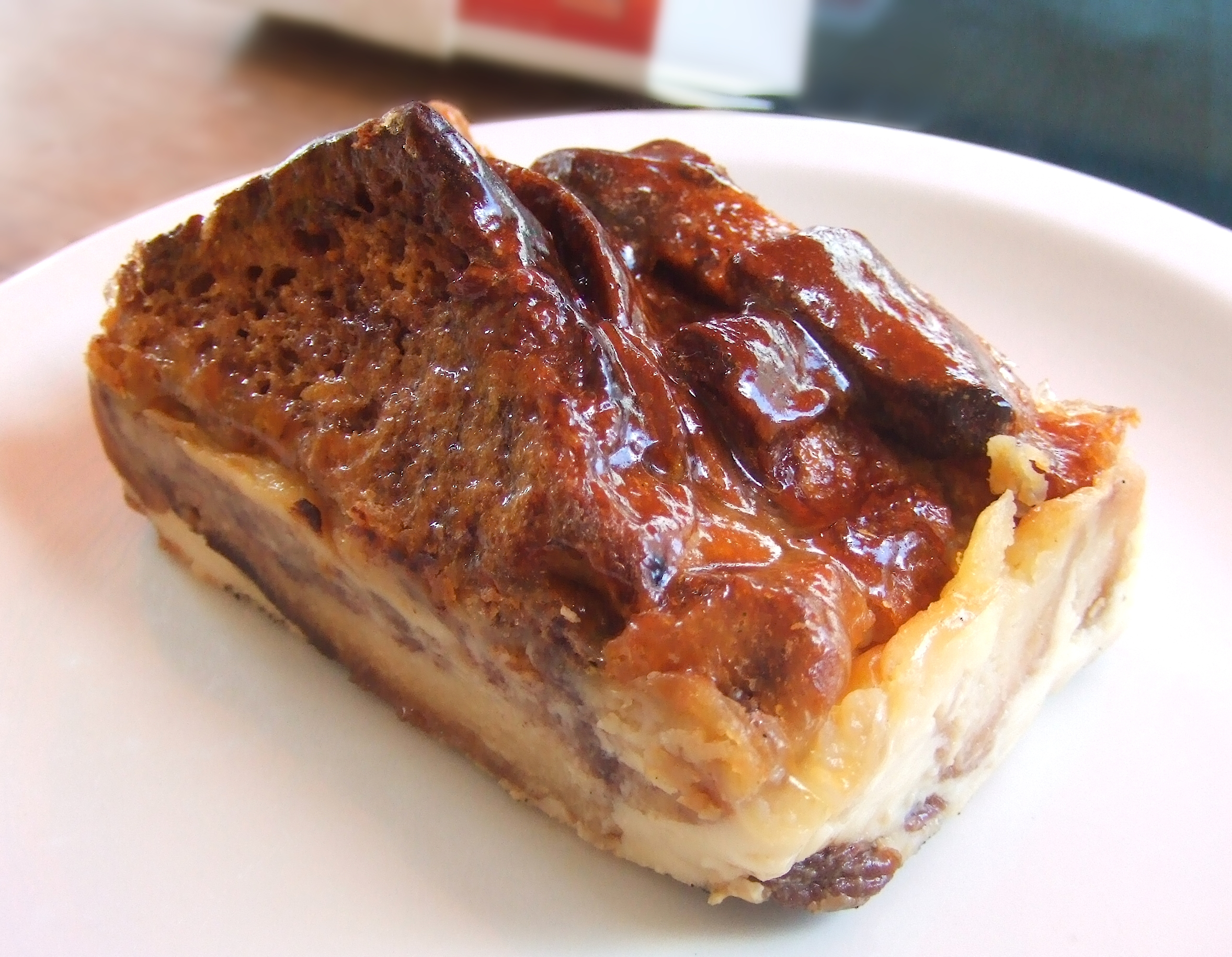
Ein Stück britischer Bread and butter pudding

Brotpudding, auch Semmelauflauf oder Semmelschmarren, ist ein Gericht nach traditionellen Rezepten, das in seiner Zubereitung dem ursprünglichen englischen Pudding entspricht, der in Deutschland früher auch Serviettenkloß genannt wurde. Er war in mehreren deutschen Regionen bekannt und verbreitet, aber auch in England und Frankreich sowie in den USA. Brotpudding besteht hauptsächlich aus altbackenem Brot; verwendet wird vor allem Weißbrot, aber auch dunkles, nicht zu stark gewürztes Brot, das in Milch eingeweicht und dann mit Gewürzen und teils weiteren Zutaten zu einem Pudding zubereitet wird. Anstelle von Brot wird teils auch altbackener Kuchen genommen.
Brotpudding wird in einer mit Semmelbröseln ausgestreuten Puddingform im Wasserbad oder aber in einem Tuch gegart. Als Garzeiten werden je nach Rezept 45 bis 80 Minuten angegeben, wobei aber die vorangehende Einweichzeit für das Brot unter Umständen bedeutend länger ist. Nach dem Garen wird der Brotpudding aus der Form gestürzt, in Portionen aufgeschnitten und oft noch warm serviert, auf Wunsch mit einer Sauce oder mit eingeweichtem Backobst.
In alten deutschen Kochrezepten in zahlreichen Variationen werden als Zutaten unter anderem in Milch eingeweichtes Brot oder Kuchen, Eier, Butter, Rosinen, Korinthen, Mandeln oder Zitronensukkade angegeben. Eine etwas feinere Version entsteht durch die Zugabe von Fett (und Gewürzen), in England bread and butter pudding genannt.
Brotpudding-Zubereitungen gibt es in vielen Ländern, auch außerhalb Europas. In Ägypten ist eine Süßspeise namens Om Ali („Alis Mutter“) bekannt; ursprünglich ein einfaches ländliches Gericht, das aus Brot, Milch, Rosinen und Mandeln besteht. Vergleichbares gibt es auch in Indien, in der Türkei, Sri Lanka und Malaysia. Eine mexikanische Variante heißt Capirotada und besteht aus Brot, Rosinen, Nüssen und verschiedenen Gewürzen; serviert wird der Brotpudding dann unter einer Schicht geschmolzenem Käse.
Historiker gehen davon aus, dass es schon vor Jahrhunderten üblich war, altes trockenes Brot nicht wegzuwerfen, sondern in Milch einzuweichen und es dann zu einer Art Pudding zu verarbeiten oder als Arme Ritter zuzubereiten. Brot wurde in früheren Zeiten überhaupt viel seltener gebacken als heute (siehe Schüttelbrot) und war dann selten weich in der Konsistenz, zum Verzehr musste altbackenes flaches Brot kleingehackt und in Milch oder Suppe eingebrockt werden. Brotpudding gehörte früher zu den klassischen Arten der Resteverwertung von Lebensmitteln.